# Silent Jealousy
〈Silent Jealousy 〉는 X(후의 X JAPAN)의 싱글이다. 1991년 9월 11일 발매되었다.
팬 투표로 이뤄진 베스트 앨범 《FAN'S SELECTION》에서 투표수로 〈紅〉에 이어 2위에 오를 정도의 인기의 곡이지만, 1992년 1월 7일의 도쿄 돔 파멸을 향하여 라이브에서 1회, 1993년 12월 30일의 도쿄 돔 라이브에서 1회 연주된 후에는 오랫동안 연주되는 일이 없었다. 15년 후인 2008년 3월 28일 공격 재개 2008 I.V. ~파멸을 향하여~에서 연주되었다.
수록곡 〈Sadistic Desire〉는 인디즈 앨범 《Vanishing Vision》에 수록되고 있던 곡의 리메이크판이다.

## 수록곡
1. Silent Jealousy(요시키 작사·곡)
2. Sadistic Desire(히데 작곡, 요시키 작사)